# Caius Bruttius Praesens (consul en 153)
Pour les articles homonymes, voir Caius Bruttius Praesens.
Lucius Fulvius Rusticus Caius Bruttius Praesens Min(ucius?) Laberius Maximus Pompeius L(...) Valens Cornelius Proculus (...) Aquilius Veiento est un homme politique et un sénateur de l'Empire romain.

## Famille
Il est le fils de Caius Bruttius Praesens Lucius Fulvius Rusticus, et de sa deuxième épouse Laberia Hostilia Crispina. 
Il épouse une femme au nom inconnu qui lui donne deux enfants; Lucius Bruttius Quintius Crispinus, consul en 187, et Bruttia Crispina, épouse de Commode.

## Biographie
Il est né vers 119 dans une famille sénatoriale, il commence son cursus honorum comme tribun militaire de la Legio III Gallica en Syrie, probablement sous les arbres de son père vers 136. Sa famille jouit d'une grande faveurs quand son père est le collège de l'empereur Antonin le Pieux pendant son consulat, peu de temps après le consulat de son père avec Antonin, il devint patriciens.
Il est une première fois consul ordinaire en 153 avec pour collège Aulus Junius Rufinus. Continuant sa carrière sous Marc Aurèle, il est proconsul d'Afrique en 166/167. En 178, le fils de Marc-Aurèle, le future Commode, épouse sa fille Bruttia Crispina, il est cette même année désigné consul pour l'an 180. Le 3 Août 178, il est l'un de ceux qui accompagnes l'empereur et son fils Commode dans son expédition contre les Marcomans, il y reçoit des honneurs militaire pour cette participation à cette campagne.
Il est une deuxième fois consul ordinaire en 180 avec pour collègue Sextus Quintilius Condianus.